# Персірланське сільське поселення
Персірла́нське сільське поселення (рос. Персирланское сельское поселение) — муніципальне утворення у складі Ядринського району Чувашії, Росія. Адміністративний центр — присілок Персірлани.

## Склад
До складу поселення входять такі населені пункти:
| Населений пункт         | Населення, осіб (2010) |
| ----------------------- | ---------------------- |
| Балдаєво, село          | 216                    |
| Великий Югуть, присілок | 179                    |
| Козловка, присілок      | 199                    |
| Малий Югуть, присілок   | 64                     |
| Нагорне, присілок       | 92                     |
| Орабакаси, присілок     | 284                    |
| Персірлани, присілок    | 297                    |
| Сареєво, присілок       | 260                    |
| Чербай, присілок        | 370                    |